# Manuel Comneno (filho de Andrônico I)
Manuel Comneno (em grego: Μανουήλ Κομνηνός; romaniz.: Manouēl Komnēnos; 1145 – c. 1185 (40 anos)) era o filho mais velho do imperador bizantino Andrônico I Comneno (r. 1183–1185) com sua primeira esposa de nome desconhecido.
Provavelmente por volta de 1180, Manuel se casou com Rusudan da Geórgia, filha do rei Jorge III, tornando-se assim cunhando da rainha Tamara I da Geórgia. Manuel e Rusudan tiveram dois filhos, Aleixo e David Comneno, que seriam os fundadores do Império de Trebizonda. Aleixo provavelmente nasceu em 1182 e David, dois anos depois.
Em setembro de 1185, quando Andrônico foi deposto e assassinado, Manuel foi cegado, o que provavelmente resultou em sua morte. Seja como for, ele desapareceu dos registros daí em diante.